# Bastien Damiens
Bastien Damiens (Montreuil, 18 de enero de 1995 – Lille, 6 de septiembre de 2015) fue un deportista francés que compitió en piragüismo en la modalidad de eslalon. Ganó una medalla de oro en el Campeonato Europeo de Piragüismo en Eslalon de 2012, en la prueba de K1 por equipos.
Falleció el 6 de septiembre de 2015, después de caer accidentalmente desde el quinto piso de un edificio en el centro de Lille.

## Palmarés internacional
| Campeonato Europeo | Campeonato Europeo   | Campeonato Europeo | Campeonato Europeo |
| Año                | Lugar                | Medalla            | Competición        |
| ------------------ | -------------------- | ------------------ | ------------------ |
| 2012               | Augsburgo (Alemania) | Medalla de oro     | K1 por equipos     |